# José Antonio Sánchez Domínguez
José Antonio Sánchez Domínguez (Isla Cristina, Huelva, 22 de julio de 1953) es un periodista español. Fue director general de RTVE de 2002 a 2004, y presidente de RTVE de 2014 a 2018, y director general de Radio Televisión Madrid de 2011 a 2014. Actualmente es el presidente ejecutivo de El Confidencial.

## Biografía
Licenciado en Ciencias de la Información por la Universidad Complutense de Madrid, su carrera profesional estuvo muy vinculada a Luis María Anson. Trabajó en la Agencia EFE y en 1983 se incorporó a la redacción del diario ABC, donde permaneció hasta 1998. Durante esa etapa ejerció como redactor, jefe de sección, redactor jefe, cronista parlamentario y columnista. Entre 1994 y 1995, cuando trabajaba como cronista parlamentario para dicho periódico, figura en los papeles de Bárcenas como perceptor de 1 100 000 pesetas procedentes de la caja B del Partido Popular, extremo reconocido por el propio Sánchez en 2018 durante una comisión de control a RTVE en el Congreso.
También dirigió los servicios informativos de Canal 7 y fue director general de Unión Ibérica de Radio (Radio España) hasta que la cadena se integró en Onda Cero.
En 1998 comienza a colaborar como columnista en La Razón. Durante esos años, frecuentaba tertulias políticas en radio y televisión como La Mañana, de la COPE, con Luis Herrero, o El primer café, en Antena 3, con Isabel San Sebastián.
En febrero de 2002 se incorporó como director general a Admira Media –la filial de Telefónica para medios de comunicación del grupo– que presidía Pedro Antonio Martín Marín.
En julio de 2002 era nombrado, a propuesta del Gobierno del Partido Popular, director general de Radiotelevisión Española. Ostentó el cargo hasta las elecciones generales de 2004. Durante ese periodo hubo fuertes críticas por parte de grupos parlamentarios de la oposición a la gestión al frente del ente público, y en abril de 2003 el PSOE llegó a presentar una Proposición no de ley, exigiendo su destitución del cargo con acusaciones de infringir el artículo 20 de la Constitución Española que garantiza el derecho a la información.
Tras una etapa en Telefónica, entre 2004 y 2011, como director general de la División Latinoamericana de Telefónica Internacional, en julio de 2011 regresó al medio televisivo al ser nombrado director general de Telemadrid.
El 22 de octubre de 2014 el Consejo de Administración de RTVE lo nombró presidente, volviendo así al cargo que ya había ocupado entre 2002 y 2004. Ostentó el cargo hasta la moción de censura contra Mariano Rajoy de 2018, cuando el Congreso de los Diputados nombró de forma provisional a Rosa María Mateo como administradora de la Corporación. 
El 14 de julio de 2021 el Consejo de Gobierno de la Comunidad de Madrid lo nombró administrador provisional de RTVM en sustitución de José Pablo López Sánchez.
A los dos días de su nombramiento como administrador provisional de RTVM cesó a la cúpula de Telemadrid y Onda Madrid.
| Predecesor: Javier González Ferrari                                          | Director general de RTVE 2002-2004                                                     | Sucesor: Carmen Caffarel                                 |
| Predecesor: Isabel Linares                                                   | Director general de Radio Televisión de Madrid 2011-2014                               | Sucesor: Ángel Martín Vizcaíno                           |
| Predecesor: Leopoldo González-Echenique (en funciones, José Manuel Peñalosa) | Presidente de RTVE 2014-2018                                                           | Sucesor: Rosa María Mateo (Administradora única de RTVE) |
| Predecesor: José Pablo López (director general de RTVM)                      | Director general de Radio Televisión de Madrid Administrador provisional 2021-presente | Sucesor: En el cargo                                     |